# دنيس جيمس (عازف لوحة المفاتيح)
دنيس جيمس (بالإنجليزية: Dennis James)‏ هو عازف لوحة المفاتيح أمريكي، ولد في 1950 في فيلادلفيا في الولايات المتحدة.

## وصلات خارجية
- دينيس جيمس على موقع IMDb (الإنجليزية)
- دينيس جيمس على موقع ميوزك برينز (الإنجليزية)
- دينيس جيمس على موقع أول ميوزيك (الإنجليزية)
- دينيس جيمس على موقع ديسكوغز (الإنجليزية)